# Прімера (хокей) 2019—2020
Прімера 2019—2020 — 48-й розіграш чемпіонату Прімери. Чемпіонат стартував 3 жовтня 2019, а фінішував 19 вересня 2020. У сезоні 2019—20 брали участь п'ять клубів. Першість спочатку була скасована через пандемію коронавірусної хвороби, а згодом було прийнято рішення про його догравання у вересні 2020 року.

## Підсумкова таблиця
| М  | Команда      | І  | В | ВО | ПО | П | Ш     | О  |
| -- | ------------ | -- | - | -- | -- | - | ----- | -- |
| 1. | «Барселона»  | 16 | 9 | 3  | 0  | 4 | 77:50 | 33 |
| 2. | «Чурі Урдін» | 16 | 9 | 1  | 1  | 5 | 74:53 | 30 |
| 3. | «Хака»       | 16 | 6 | 0  | 3  | 7 | 53:63 | 21 |
| 4. | «Пучсарда»   | 16 | 5 | 1  | 2  | 8 | 52:76 | 19 |
| 5. | «Махадаонда» | 16 | 4 | 2  | 1  | 9 | 46:59 | 17 |

Джерело: fedhielo

Скорочення: М = підсумкове місце, І = ігри, В = перемоги, ВО = перемога в овертаймі або по булітах, ПО = поразки в овертаймі або по булітах, П = поразки, Ш = закинуті та пропущені шайби, О = набрані очки

## Результати
| 1 раунд | 1 раунд | 1 раунд | 1 раунд | 1 раунд | Клуби | 2 раунд | 2 раунд  | 2 раунд  | 2 раунд | 2 раунд  |
| БАР     | ХАК     | МАХ     | ПУЧ     | ЧУР     | Клуби | БАР     | ХАК      | МАХ      | ПУЧ     | ЧУР      |
|         | 3:2 ОТ  | 4:2     | 11:4    | 6:5 ОТ  | БАР   |         | 5:4 Бул. | 7:1      | 5:1     | 3:2      |
| 1:6     |         | 4:1     | 5:6     | 0:5     | ХАК   | 6:5     |          | 3:2      | 7:0     | 2:8      |
| 5:0     | 4:3 ОТ  |         | 2:1     | 6:4     | МАХ   | 4:6     | 2:4      |          | 1:4     | 0:2      |
| 4:3     | 3:2     | 3:4 ОТ  |         | 8:6     | ПУЧ   | 4:7     | 2:4      | 4:3 Бул. |         | 5:6 Бул. |
| 4:3     | 6:3     | 6:2     | 6:2     |         | ЧУР   | 1:3     | 5:2      | 4:7      | 4:1     |          |

## Плей-оф

### Півфінали
- Чурі Урдін – Хака 2:1 (5:4, 2:4, 5:3)
- Пучсарда – Барселона 2:1 (4:2, 3:4, 3:2 OT)

### Фінал
- Пучсарда – Чурі Урдін 2:0 (5:2, 6:4)